# Adenozilkobirno kiselinska sintaza (glutamin-hidrolizujuća)
Adenozilkobirno kiselinska sintaza (glutamin-hidrolizujuća) (EC 6.3.5.10, CobQ, kobirinsko kiselinska sintaza, 5'-dezoksi-5'-adenozilkobirinska-kiselina-a,c-diamid:-glutamin amido-ligaza, Ado-kobirinsko kiselinska sintaza (glutaminska hidroliza)) je enzim sa sistematskim imenom kobirinovodonična kiselina-a,c-diamid:-glutamin amido-ligaza (formira ADP). Ovaj enzim katalizuje sledeću hemijsku reakciju
4 ATP + adenozilkobirinska kiselina a,c-diamid + 4 L-glutamin + 4H2O {\displaystyle \rightleftharpoons } 4 ADP + 4 fosfat + adenozilkobirinska kiselina + 4 L-glutamat
Za dejstvo ovog enzima je neophodan jon Mg2+.

## Literatura
- Nicholas C. Price; Lewis Stevens (1999). Fundamentals of Enzymology: The Cell and Molecular Biology of Catalytic Proteins (Third изд.). USA: Oxford University Press. ISBN 019850229X.
- Eric J. Toone (2006). Advances in Enzymology and Related Areas of Molecular Biology, Protein Evolution (Volume 75 изд.). Wiley-Interscience. ISBN 0471205036.
- Branden C; Tooze J. Introduction to Protein Structure. New York, NY: Garland Publishing. ISBN 0-8153-2305-0.
- Irwin H. Segel. Enzyme Kinetics: Behavior and Analysis of Rapid Equilibrium and Steady-State Enzyme Systems (Book 44 изд.). Wiley Classics Library. ISBN 0471303097.

## Spoljašnje veze
- Adenosylcobyric+acid+synthase+(glutamine-hydrolysing) на 